# Khan
Khan [xaːŋ] oder im Deutschen Chan ([ka:n]; arabisch und persisch خان chān, DMG ḫān, chinesisch 汗, Pinyin hán, mongolisch ᠬᠠᠨ Хан, türkisch han, mandschurisch ᡥᠠᠨ han; abgeleitet von mongolisch „Khagan“ ᠬᠠᠭᠠᠨ qaġan, persisch خاقان chaqan, DMG ḫāqān) ist ein Herrschertitel, der vor allem von den altaischsprachigen, insbesondere mongolischen Reiternomaden Zentralasiens verwendet wurde und zahlreiche Bedeutungen besitzt, zu deren Kern „Befehlshaber“, „Anführer“, „Herr“ und „Herrscher“ zählen. Vor den Namen gestellt bezeichnete Khan beispielsweise auch einen wohlhabenden Mann gehobener Position, während das Wort heutzutage meist nur noch als dem Namen nachgestellter und aufwertender Höflichkeitstitel verwendet wird.

## Geschichte
Das Wort wurde zuerst als gaghan nachweislich von den proto-mongolischen Rouran benutzt, die bei den Chinesen als Zhuan Zhuan bekannt waren und womöglich mit den historischen Awaren identisch sind. Nach dem Sieg der Kök-Türken über die Rouran übernahmen diese den Titel (jetzt als Khaqan), der so auch lange Zeit bei den Mongolen in Gebrauch war. Im Mongolischen ist über die Jahrhunderte hinweg der „q“-Laut verstummt, sodass heute vom Kha'an die Rede ist. Dieser Titel – besonders bekannt geworden durch den mongolischen Eroberer Dschingis Khan – wurde in diversen anderen Sprachen schließlich zu Khan minimiert. In einigen Sprachen (z. B. Urdu) tritt Khan auch als Nachname auf (siehe z. B. Abdul Kadir Khan). Paschtunische Könige hatten in Afghanistan auch Khan als Titel wie Ahmad Khan Abdali, Zahir Khan aber auch Fürsten wie die Nasher Khan usw. Bei Paschtunen kommen manchmal zwei Mal Khan vor wie Khan Abdul Ghaffar Khan, Khan Wali Khan.
Aufgrund des Verlustes alt-turkischer Laute im Neutürkischen werden in dieser Sprache Khan beziehungsweise Khagan auch als Hakan, Han, Kaan oder Kağan gelesen und geschrieben.

## Begriffsableitung
Unter Khanat (auch Chanat) versteht man einen mittelalterlichen Feudalstaat der Stämme, deren Führer sich auf dschingisidische bzw. timuridische Vorfahren zurückführen konnten. Ab dem 18. Jh. bezeichnen sich auch Herrscher von Stammeskonföderationen, in denen sich mehrere Stammesführer (beg) versammeln, als khan und begründen z. B. das Khanat von Kokand.